# ホワイト・パス・アンド・ユーコン・ルート

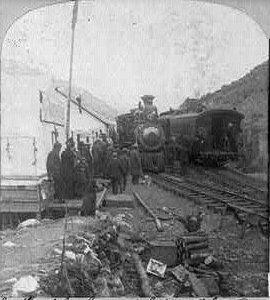
クロンダイク・サミット駅、1900年

ホワイト・パス・アンド・ユーコン・ルート（英語: White Pass and Yukon Route、略称WP&YまたはWP&YR、報告記号はWPY）は、アメリカ合衆国のアラスカ州スカグウェイの港とカナダのユーコン準州の州都ホワイトホースを結んでいる、カナダおよびアメリカ合衆国の二級鉄道である。
孤立した鉄道であり、他の鉄道路線と直接の接続はない。設備・貨物・旅客はスカグウェイの港を経由して船でやってくるか、道路を経由して途中の駅から利用することになる。また鉄道のうちアラスカ州部分はパシフィック・アンド・アークティック・レールウェイ・アンド・ナビゲーション社 (Pacific and Arctic Railway and Navigation Company)、ブリティッシュコロンビア州内の部分はブリティッシュ・コロンビア・ユーコン鉄道 (British Columbia Yukon Railway Company)、ユーコン準州内の区間は当初はブリティッシュ・ユーコン・マイニング・トレーディング・アンド・トランスポーテーション社 (British Yukon Mining, Trading and Transportation Company) という会社名であったブリティッシュ・ユーコン鉄道 (British Yukon Railway Company) が運営しており、営業上ホワイト・パス・アンド・ユーコン・ルートという名称を使用している。
この鉄道はカナダでゴルフ場などを経営しているクラブリンク・エンタープライズ・リミテッド (Clublink Enterprises Limited) の完全子会社である。この会社はトロント証券取引所に上場している。

## 建設
この鉄道は、1897年のクロンダイク・ゴールドラッシュによって生まれた。ドーソン・シティの金鉱へ向かう探鉱者がよく使う道は、もっとも近い港であったスカグウェイかそのそばのダイイー (Dyea) から、カナダとの国境の山をチルクート峠 (Chilkoot Pass) またはホワイト峠 (White Pass) を越えていく危険なものであった。カナダの当局は、探鉱者に対して膨大な量の装備品を準備して入境することを求めたので、入境許可が得られるまで何度も峠を上り下りして装備品を運び上げる必要があった。ホワイト峠で使われていた駄獣や、チルクート峠で使われていた荷物運び人夫よりも、効率のよい交通手段が求められていた。これにより多くの鉄道計画が持ち上がった。1897年にはカナダ政府は32件のユーコン地区での鉄道計画を受け取ったが、ほとんどは実現しなかった。
1897年、スカグウェイとそこから325 マイル（523 km）離れたユーコン準州のフォートセルカーク (Fort Selkirk) を結ぶ鉄道路線を建設する3つの会社が設立された。おおむねイギリスの投資家からの出資により、この鉄道はすぐに着工した。3 フィート（914 mm）の狭軌鉄道が選択された。山の岩場を削り、発破を行って道床を確保しなければならない場所では、狭軌鉄道によって道床幅を狭くすることで大きな費用削減ができるからである。しかしそれでも、ホワイト峠の頂上まで到達するために450 トンの爆発物が使用された。また狭軌を採用することにより、より急曲線を採用することができ、これにより発破で地形を突っ切って行くのではなく地形に沿って走らせるようにすることができて、より工事を容易にすることができた。
建設工事は1898年5月に始まったが、地元の自治体やそこを仕切る犯罪組織のボスであるソーピー・スミス (Soapy Smith) との対応に関して障害に直面した。社長のサミュエル・H・グレーブス (Samuel H. Graves) が、ソーピーとその配下の詐欺師やならず者の一団を排除するための自警団の議長に選ばれた。1898年7月8日の夜、ソーピー・スミスとその護衛は、ある自警団の会合中、有名な「ジュノー・ワーフの決闘」(Shootout on Juneau Wharf) で殺害された。サミュエル・グレーブスはこの決闘に立ち会っていた。鉄道会社は配下のならず者たちの検挙を助けて、逃走ルートを遮断し、スカグウェイに残っていた鉄道建設の障害は解消された。1898年7月21日、アラスカ州で最初に運行された鉄道として、スカグウェイから4 マイル (6.4 km) の距離を観光用の列車が旅客を乗せて走った。1898年7月30日、3つの会社が所有していた鉄道の免許および関連する権利は、ロンドンで新たに設立されたホワイト・パス・アンド・ユーコン鉄道 (White Pass & Yukon Railway Company Limited) が買収した。1899年の2月半ばに、スカグウェイから20 マイル (32 km) のところにあるホワイト峠の2,885 フィート（879.3 m）の頂上まで建設工事が進んだ。1899年7月6日にブリティッシュコロンビア州のベネット (Bennett) まで到達した。また1899年の夏には、スカグウェイから110 マイル (177 km) 北のホワイトホースまで、カークロス (Carcross) からの建設工事も始められた。ベネットからの建設工事は湖岸の難しい地帯を通過したが、翌年カークロスまで到達し、1900年7月29日に最後の犬釘が打たれて、1900年8月1日から営業が開始された。しかしその頃にはもうゴールドラッシュは終わってしまっていた。
このとき打ち込まれたゴールデン・スパイク（鉄道の完成を記念して最後に打ち込む犬釘）は、実際には通常の鉄製のものであった。本当の金でできた犬釘も用意されていたが、金はやわらかすぎて打ち込むことができず、ハンマーを打ち下ろしただけで形がおかしくなってしまった。

## 第二次世界大戦までの運行

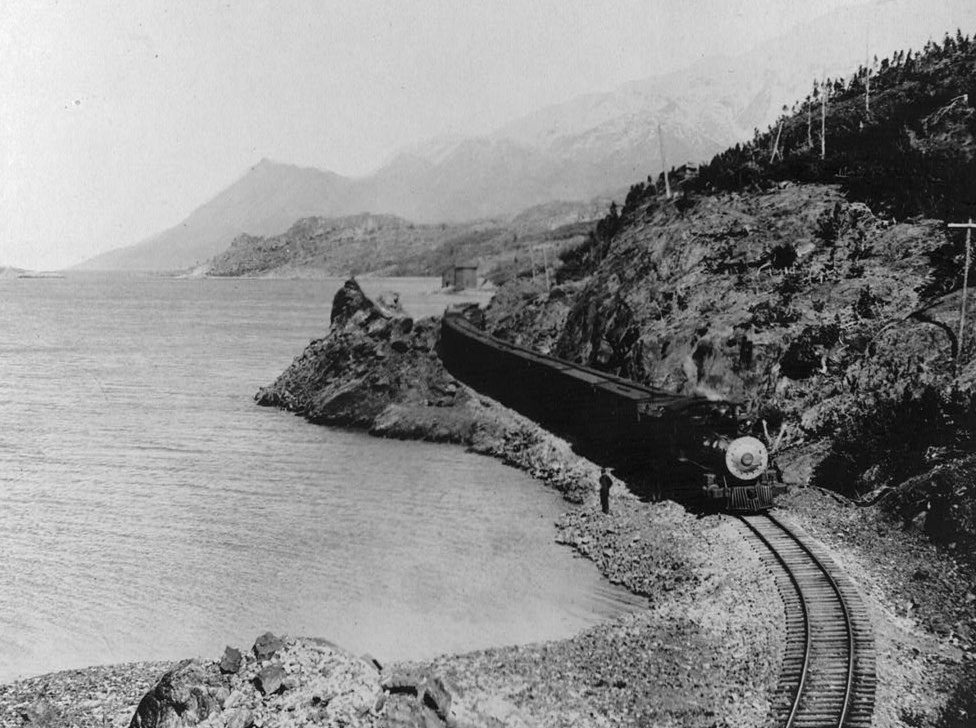
ベネット湖のほとりを行くホワイト・パス・アンド・ユーコン・ルートの列車

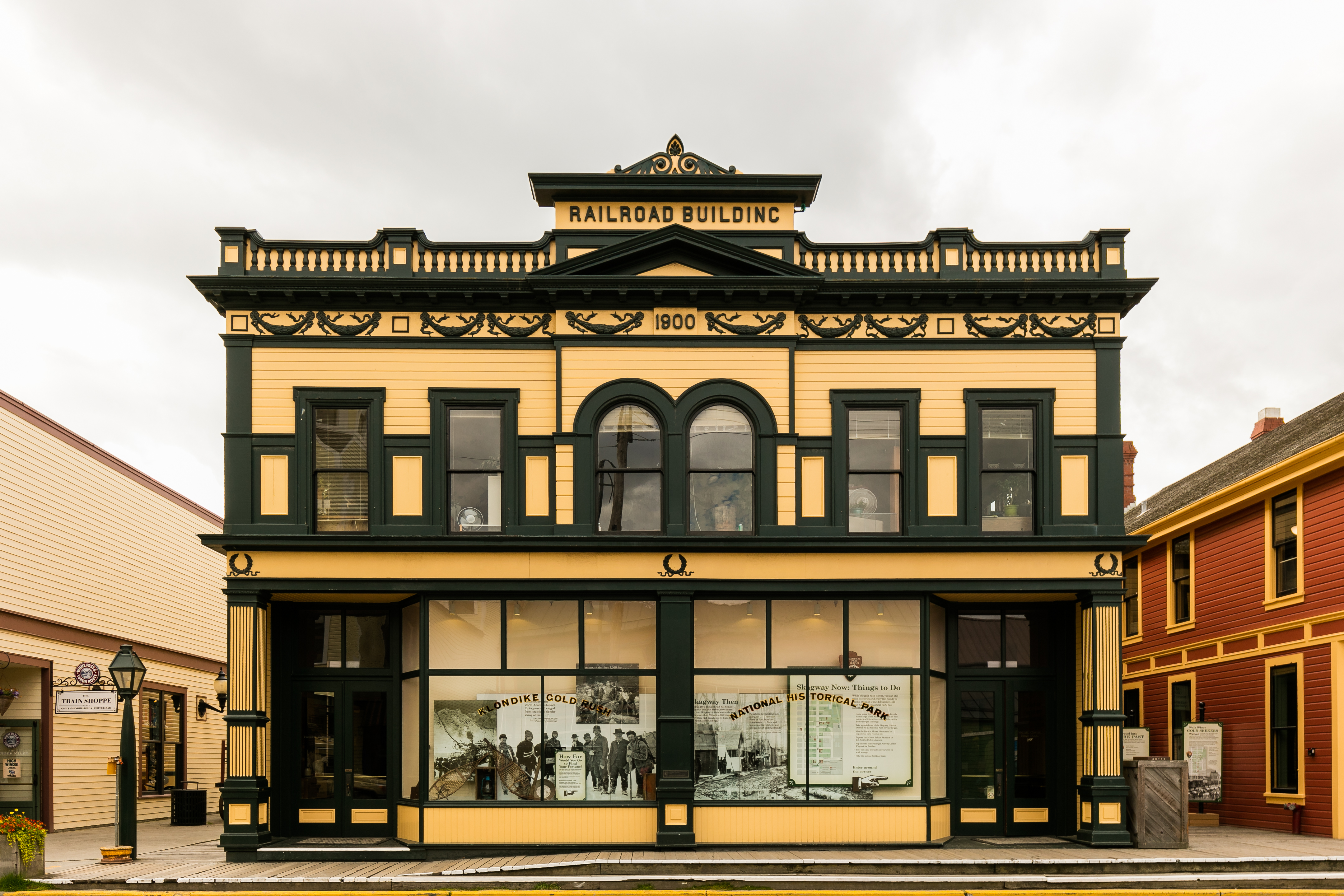
ホワイト・パス・アンド・ユーコン・ルートの建物は現在は博物館となっており、クロンダイクゴールドラッシュ国定史跡公園の本拠地である

ゴールドラッシュは終わってしまったので、金よりも銅・銀・鉛などの他の鉱物を求めて本格的な鉱業が行われるようになった。もっとも近い港はスカグウェイであり、そこへ行く唯一の道はホワイト・パス・アンド・ユーコン・ルートが運営する河川の船と鉄道であった。
この鉄道では鉱石や精鉱が輸送需要の大半を占めたが、旅客やその他の貨物も輸送した。長い間、ユーコンへ行く容易な手段は他になく、またスカグウェイからは海路を使う以外に手段がなかった。
ホワイトホースからカーマックス (Carmacks) まで鉄道を延長するための資金と経路は準備が整っていたが、河川交通が混乱しておりボトルネックとなっていた。会社は鉄道を延長する代わりに資金を河川の船舶のほとんどを買収するために投じ、ホワイトホースとドーソン・シティを結ぶ安定した信頼できる交通手段を提供した。
ホワイト・パス・アンド・ユーコン・ルートは、ホワイトホースからフォートセルカークまでの線路は結局建設しなかったが、1900年以降にいくらかの鉄道の延長工事を行っている。1901年にタク (Taku) の当局によりタク軌道 (Taku Tram) という2.5 マイル (4 km) の連水鉄道が建設され、これは1951年まで運行していた。この軌道では、タギッシュ湖 (Tagish Lake) で運航しているツチ号 (S.S. Tsutshi) と、アトリン湖をアトリン (Atlin) まで運航しているタラーネ号 (M.V. Tarahne)を連絡して旅客と貨物を運んでいた。ツチ号は1990年に不審火で焼失したが、タラーネ号は復元されて殺人事件推理劇のショーを含むディナーを提供する船として運航されている。ツチ号を復元するために建造された救命艇はタラーネ号へ提供された。タク軌道では車両を転回することもできず、西向きに運行するときはバック運転を行っていた。ここで使われていた機関車の「ダッチェス」(Duchess) は、カークロスで保存されている。
1910年、ホワイト・パス・アンド・ユーコン・ルートは、ホワイトホース近郊の鉱業地帯であるプエブロ (Pueblo) までの支線を運行するようになった。この支線は1918年に廃止された。貨物運搬用の道路がその跡を通っているが、多くの部分はバリケードで封鎖されている。1980年代のホワイトホース・スター紙の論説では、アラスカ・ハイウェイがホワイトホースを迂回してバイパスを建設する必要がある場合は、この経路が理想的であろうとしている。
ドーソン・シティのクロンダイク・マインズ鉄道 (Klondike Mines Railway) など、ユーコンにおけるほかのすべての鉄道が1914年までに廃止されたのに対し、ホワイト・パス・アンド・ユーコン・ルートは営業を続けた。
世界恐慌の時期には交通需要は非常に少なくなり、しばらくの間1週間に1本の列車だけ運行された。

## 第二次世界大戦の時期の運行
第二次世界大戦では、アラスカ州がアメリカ合衆国にとって戦略的に重要な場所となった。アラスカ州はアメリカ合衆国でもっとも日本に近い場所であったので、日本が侵略してくるかもしれないという懸念があった。アメリカ陸軍がこの鉄道の管理を行うようになり、新しく製造したり、アメリカ合衆国内の廃止された狭軌の鉄道路線から中古で購入したりした多くの蒸気機関車が運び込まれた。
第二次世界大戦中にアラスカとカナダを結ぶ道路（アラスカ・ハイウェイ）を建設する上で、ホワイト・パス・アンド・ユーコン・ルートが果たした役割について言及しているほとんどすべての本や記事で、2つの神話について言及されている。この神話は、アメリカ陸軍が1943年に持ち込んだ、11両の新しい車軸配置2-8-2のマッカーサー型（ミカド型）の蒸気機関車に関するものである。神話として語られているものの1つは、もともと1,000 mm（3 フィート3+3⁄8 インチ）軌間用であった機関車を、スカグウェイの工場で914 mm（3 フィート）に改造する工事をしたということであり、もう1つはこれらの機関車はもともとイラン向けに製造されたものが転用されたということである。
実際にはこれらのUSA190号からUSA200号と番号が振られた機関車は、ボールドウィン・ロコモティブ・ワークスにより3フィート軌間で製造され、完成した状態で出荷されており、改造工事は必要ではなかった。このマッカーサー型機関車はもともとアメリカン・ロコモティブ（アルコ）により3フィート6インチ (1,067 mm) 軌間向けに設計されたもので、同じ車軸の長さで台枠と車輪の間のスペーサーのリングを様々な幅のものに取り替えることで、より小さい軌間に対しても巧妙に対応することができるようになっていた。このスペーサーは914 mm軌間に対しては3 インチ (76.2 mm)で、1,000 mm軌間に対しては1.32 インチ (33.5 mm) であった。合計で800両近いマッカーサー型がアルコ、ボールドウィン他何社かのメーカーによって生産された。
これらの機関車が、しばしばホワイト・パス・アンド・ユーコン・ルートに関する本に誤って記されているように、当初イラン向けであったということはないという理由は、イラン縦貫鉄道は昔から現在まで一貫して1,435 mm軌間（標準軌）であるということである。また、水が不足しており長いトンネルがあるため、イランはアメリカ陸軍が主にディーゼル機関車を運用した最初の場所であるという点もある。アメリカ陸軍輸送科の狭軌機関車がイラン向けに製造されたことはない。
ボールドウィンが製造したこのマッカーサー型の設計の最初の機関車が、ホワイト・パス・アンド・ユーコン・ルート向けのUSA190号からUSA200号であり、これにより独特な点がある。この1942年にボールドウィンに対して発注された最初の60両は、1,000 mm軌間（メーターゲージ）向けの機関車で、インドの広大なメーターゲージ鉄道網向けのものであった。このうち最初の11両が914 mm軌間用としてホワイト・パス・アンド・ユーコン・ルート向けに転用され、その次の15両がインドにメーターゲージとして送られ、さらに20両がオーストラリアのクイーンズランド鉄道に1,067 mm軌間用として送られ、最後の14両がまたインドのメーターゲージ向けとなった。
ホワイト・パス・アンド・ユーコン・ルートは、アラスカ・ハイウェイなどのプロジェクト向けの建設物資輸送のために重要な補給ルートとなったため、記録的な輸送量となった。毎日17本の列車が運転され、最高記録では24時間に37本の列車がホワイトホースに到着している。

## 1946年から1982年

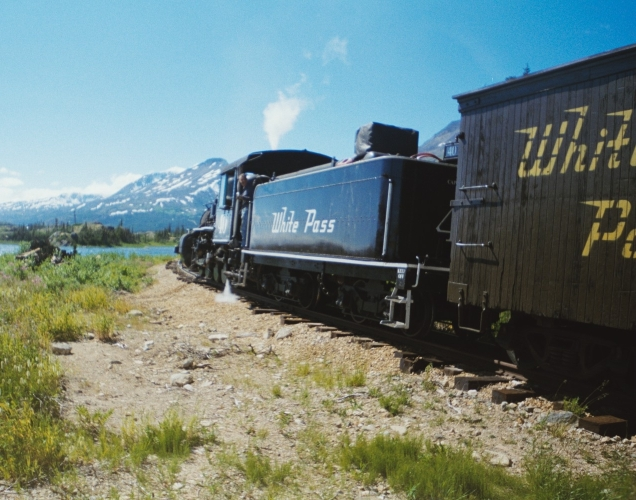
ベネットとスカグウェイの間を行く蒸気機関車

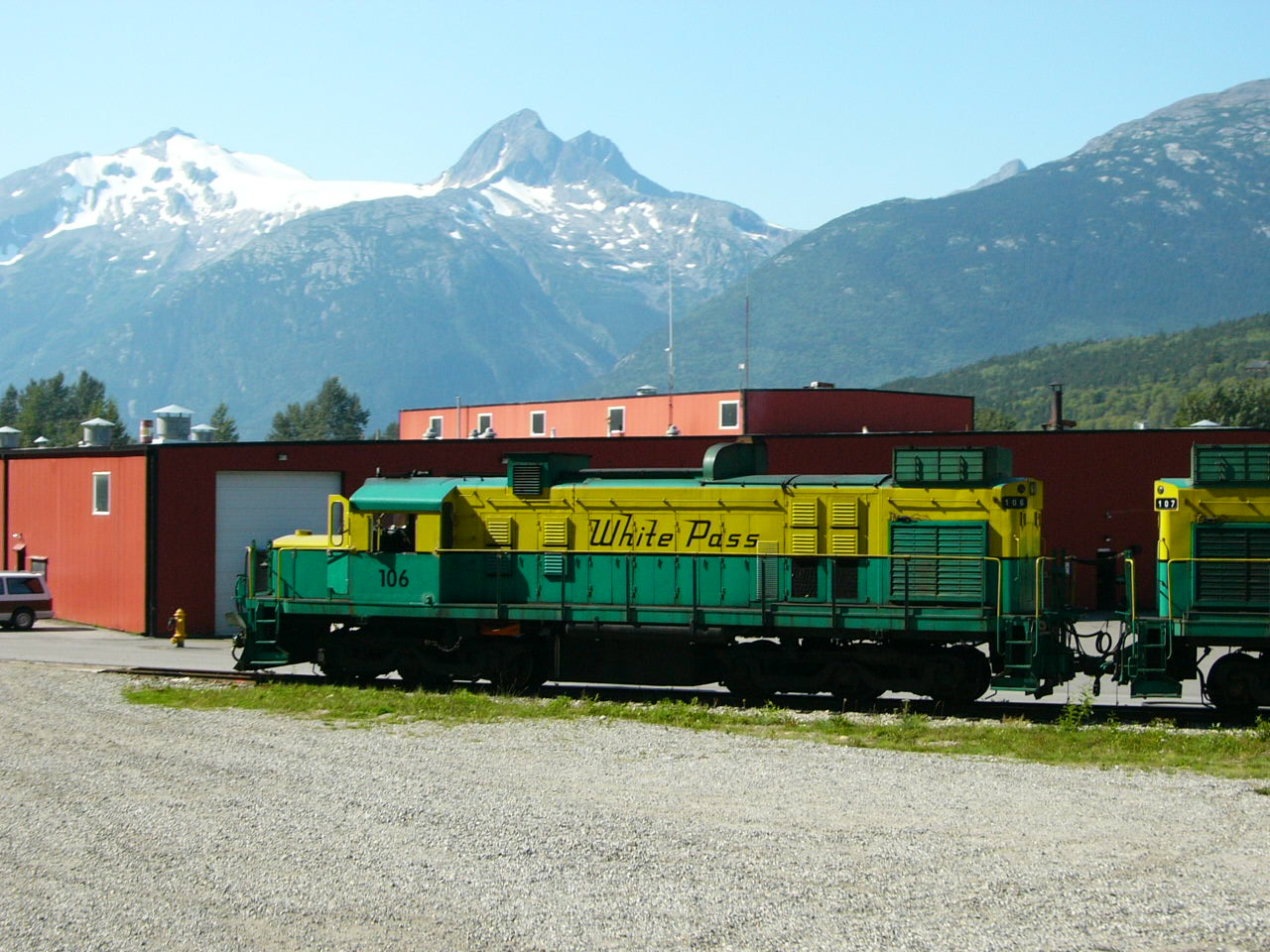
現代のホワイト・パス・アンド・ユーコン・ルートのディーゼル機関車、スカグウェイにて

1951年に、ホワイト・パス・アンド・ユーコン・コーポレーション (White Pass and Yukon Corporation Ltd.) という新しい持ち株会社が設立され、清算されることになったホワイト・パス・アンド・ユーコン・カンパニー (White Pass and Yukon Company, Ltd.) から、このルートを構成する3つの鉄道会社を買収した。鉄道は財務的に再構築された。他の多くの北アメリカの狭軌の鉄道がこの時期に廃止されていったのに対して、ホワイト・パス・アンド・ユーコン・ルートは営業を続行した。
北アメリカにおけるいくつかの狭軌の鉄道と同様に、ホワイト・パス・アンド・ユーコン・ルートも1950年代半ばから末にかけてディーゼル化した。チョウザメ形のディーゼル機関車をゼネラルエレクトリックから購入し、後にロード・スイッチャーをアルコやモントリオール・ロコモティブ・ワークスから購入し、さらに小さなスイッチャーも何両か購入した。
この鉄道はインターモーダル貨物輸送の初期のパイオニアで、いわゆるコンテナ輸送を早期に開始し、当時は「コンテナルート」の名前で宣伝した。ホワイト・パス・アンド・ユーコン・ルートは1955年に建造されたクリフォード・J・ロジャーズ (Clifford J. Rogers) という初期のコンテナ船を所有し、1956年にコンテナを導入したが、この頃アメリカ合衆国で使用されるようになったトラック用コンテナよりはるかに小さいものであり、このコンテナを他の鉄道や航路で使用することはできなかった。
ファロ (Faro) の鉛・亜鉛鉱山は1969年に採掘を開始した。鉄道は、7両の新しい1,200 馬力機関車をアルコから導入し、さらに新しい貨車、鉱石貯蔵施設、ホワイトホースでトラックと鉄道の間での積み替えを行うストラドルキャリア、スカグウェイの新しい鉱石岸壁、線形を改良する一連の土木工事などを導入・実施して輸送力を増強した。1969年の秋にはデッドホース峡谷 (Dead Horse Gulch) を迂回する新しいトンネルと橋が建設され、重い列車を通せない高い鋼鉄製のカンチレバー橋を置き換えた。こうした膨大な投資により、会社はますます鉱石輸送の収入に頼るようになり、鉱石輸送が途絶えると会社が傾いてしまうことになりかねない状態となった。
それだけではなく、アラスカの内海航路 (Inside Passage) を訪れるクルーズ客船が増加したため、ホワイト・パス・アンド・ユーコン・ルートの旅客輸送も増加した。1978年までは、スカグウェイからホワイトホースへは道路が存在しなかった。道路が開通した後も、鉱山からの鉱石輸送により鉄道は存続した。

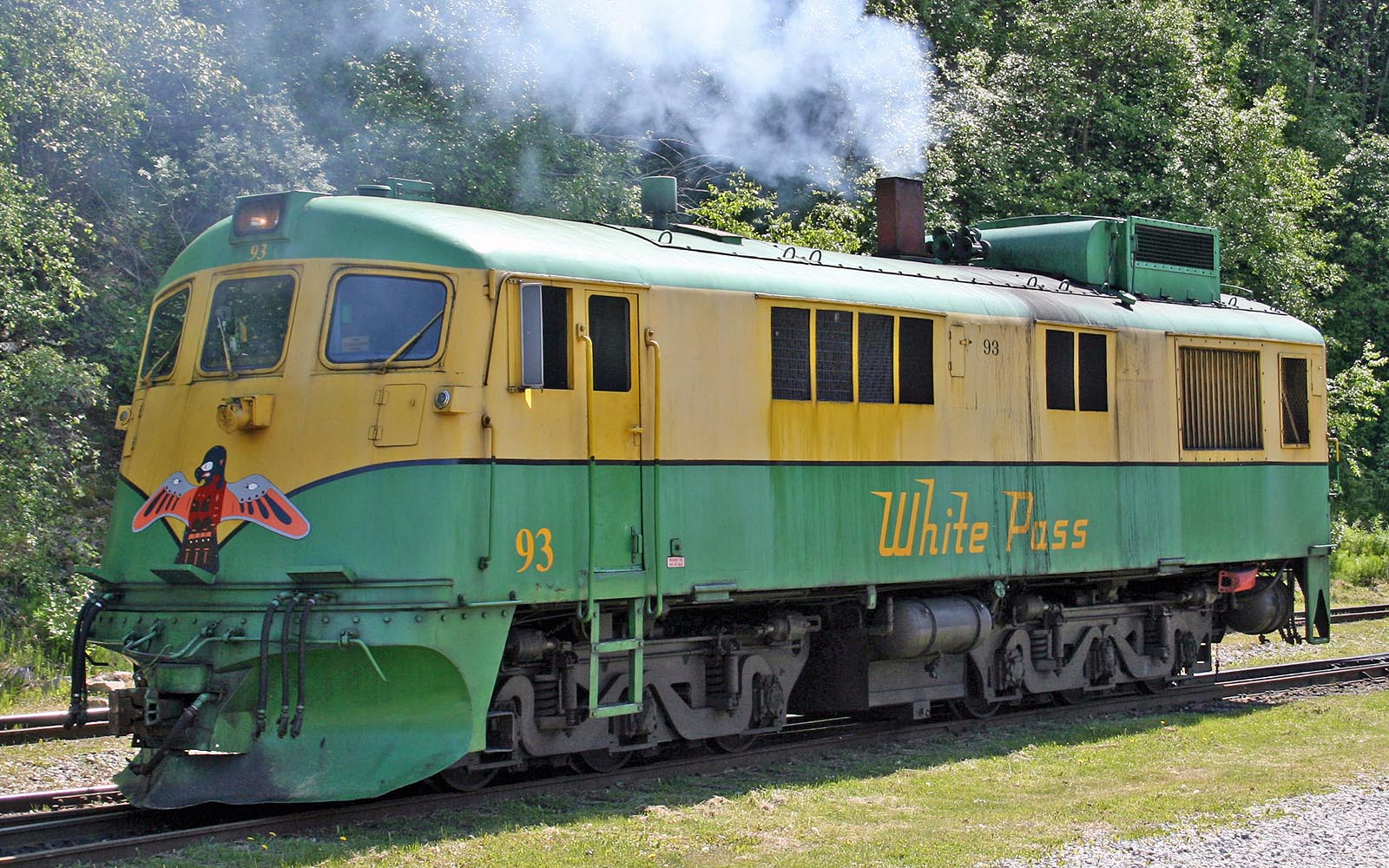
ホワイト・パス・アンド・ユーコン・ルート93号機関車

この頃、緑と黄を基調に前面に稲妻の描かれた機関車の塗装が始まり、それまでの青を基調に白と黒の模様をつけた塗装を置き換えた。緑と黄の塗装は稲妻とともに1990年代初期に復元された。2005年現在、1両のみ青の塗装パターンである。蒸気機関車はしかしながら、基本の黒のままである。
1982年に金属価格が下落し、ホワイト・パス・アンド・ユーコン・ルートの主な顧客であった鉱山に壊滅的な影響を与えた。ファロの鉛・亜鉛鉱山を含め多くの鉱山が閉山となり、輸送需要が途絶えてホワイト・パス・アンド・ユーコン・ルートの商業鉄道としての運命はほぼ閉ざされてしまった。輸送の再開を期待して数ヶ月にわたって膨大な損失を計上しながら旅客輸送のみを続けたが、最終的に1982年10月7日に鉄道は廃止となった。
1982年4月1日に発行されたノースウェステル（Northwestel、カナダの電話会社）の電話帳には、ホワイト・パス・アンド・ユーコン・ルートから提供された、同社の98号機関車が牽引する列車がベネット付近を南へ向かって走る様子の写真が、表紙から裏表紙まで1枚もので使われている。皮肉なことに、この電話帳が使われている期間の半分以上にわたって、この列車はもう走っていなかった。
この鉄道のアルコ製ディーゼル機関車のうち何両かは、コロンビアの鉄道に売却された。またアルコのライセンスでモントリオール・ロコモティブ・ワークスが生産し保管していたより新しいディーゼル機関車は、4両中3両がカリフォルニア州プラスター・シティ (Plaster City) のUS石膏社 (USG Corporation) に売却され、残りの1両はそのまま朽ち果てた。この近代的な狭軌のディーゼル機関車は、北アメリカの鉄道向けに最後に製造された狭軌のディーゼル機関車であったが、そのうち1両のみがホワイト・パス・アンド・ユーコン・ルートに納入された。コロンビアに売却された5両のディーゼル機関車は、重すぎたため現地で使用されることはなく、1999年に買い戻された。1両は、海上輸送中に嵐によって拘束が外れてしまい、艀の端へ向かって転がりだしてしまって、危うく海没してしまうところであった。
この鉄道は、1983年に英国放送協会 (BBC) のテレビシリーズ「グレート・リトル・レールウェイ」(Great Little Railway) において、初回のテーマとなっている。

## 再開、1988年から現在

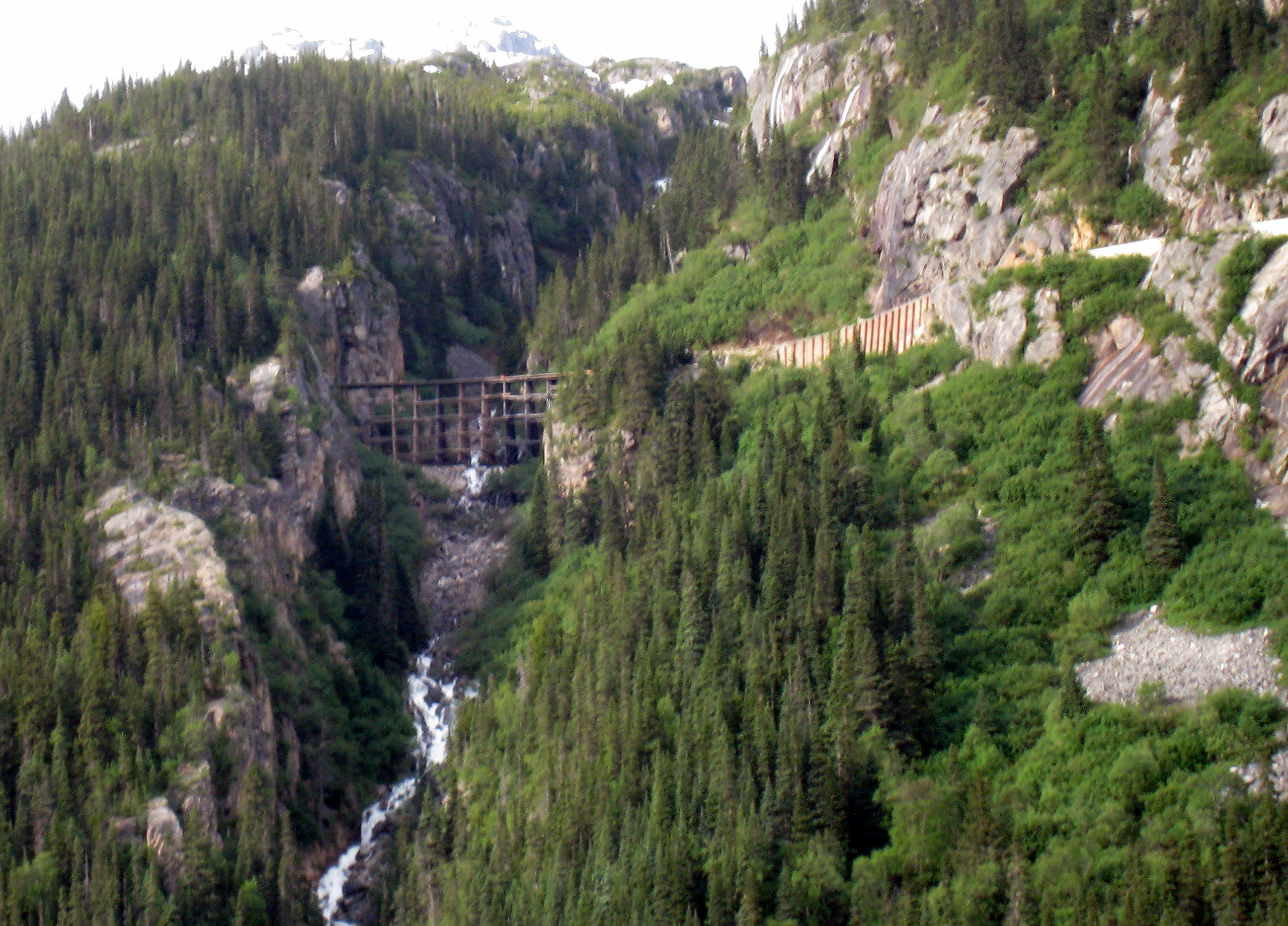
古い木造トレッスル橋

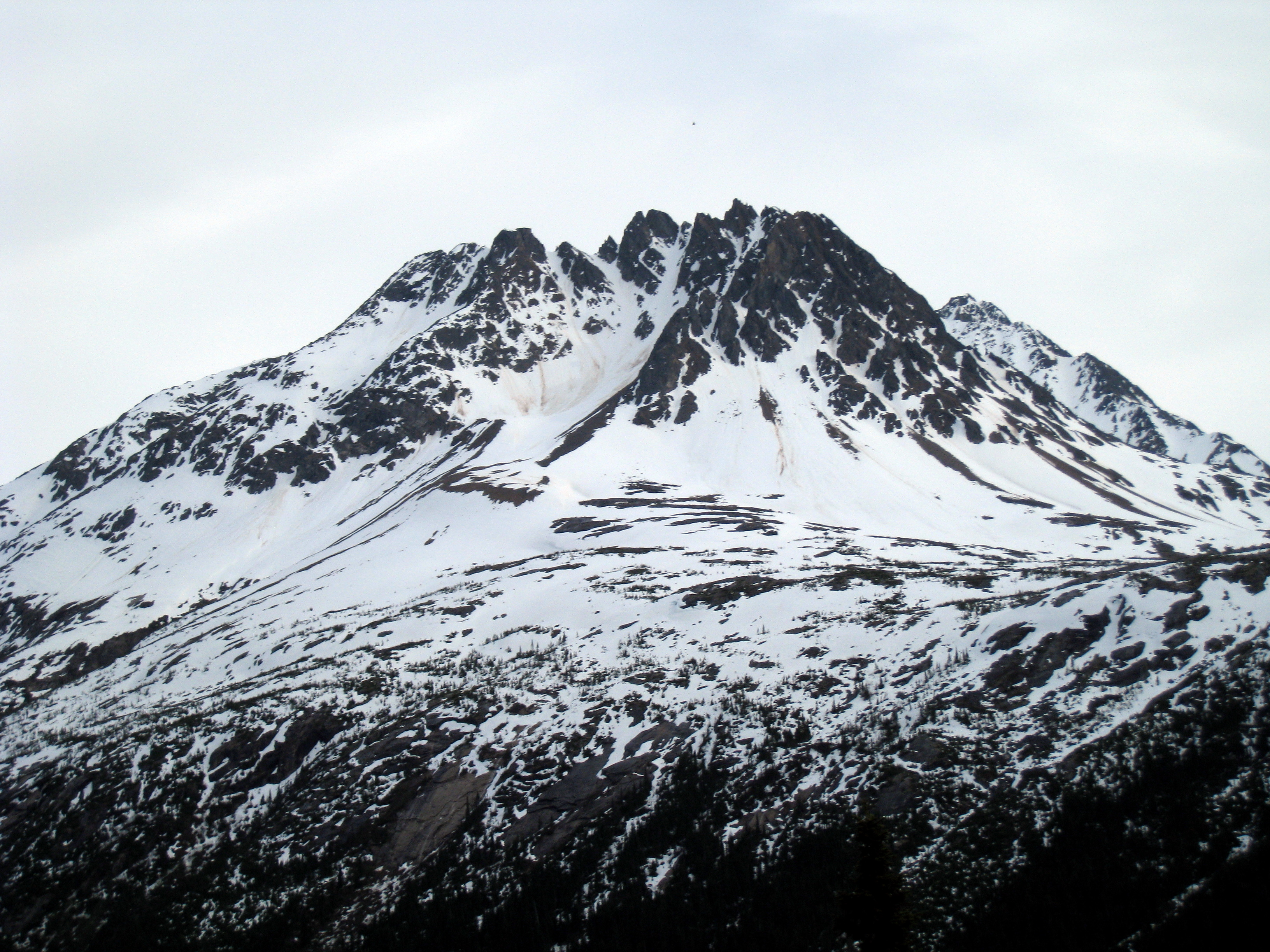
ホワイト・パス・アンド・ユーコン・ルート沿いの6月初旬の景色

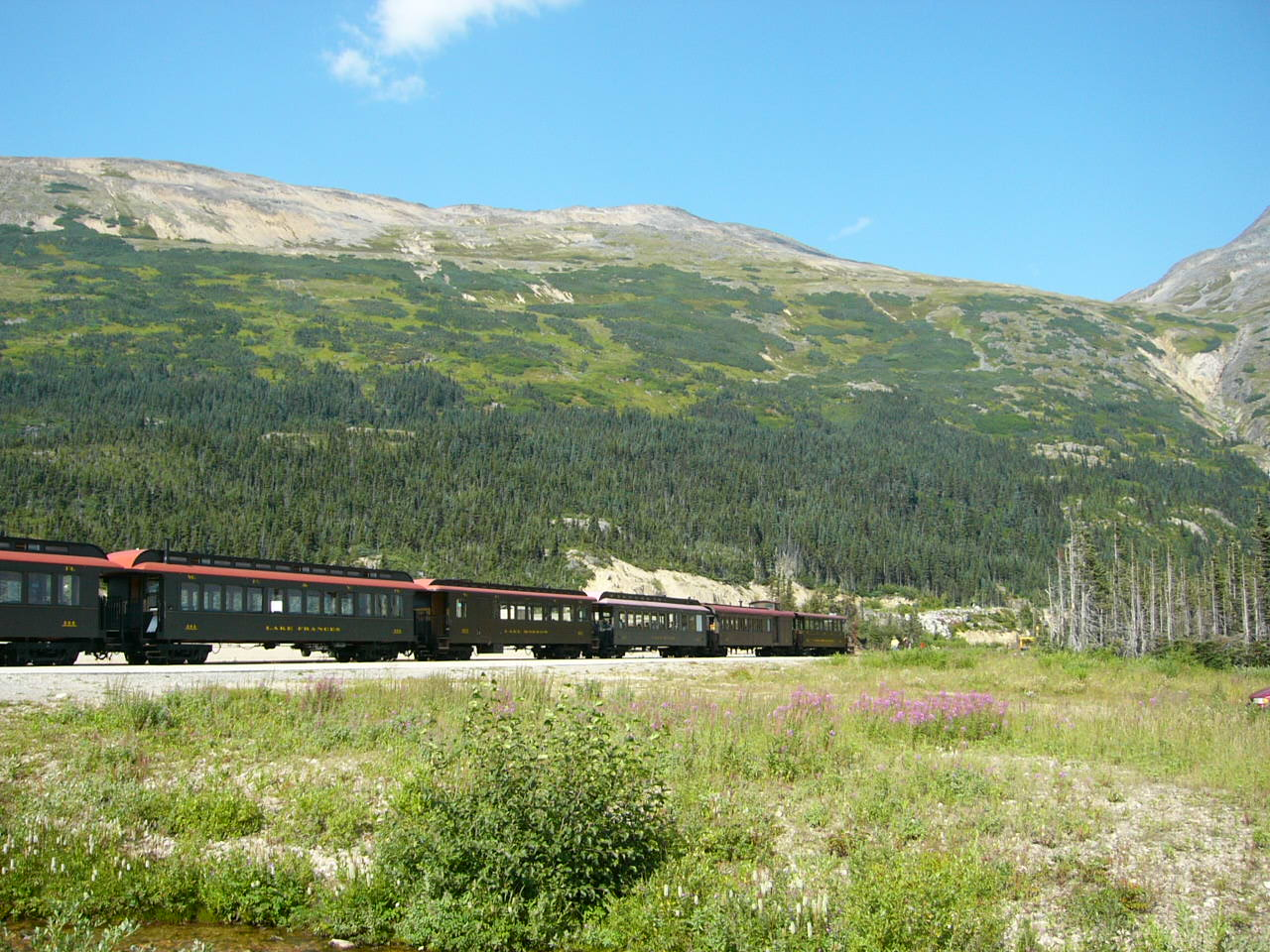
特別客車、フレーザー付近にて

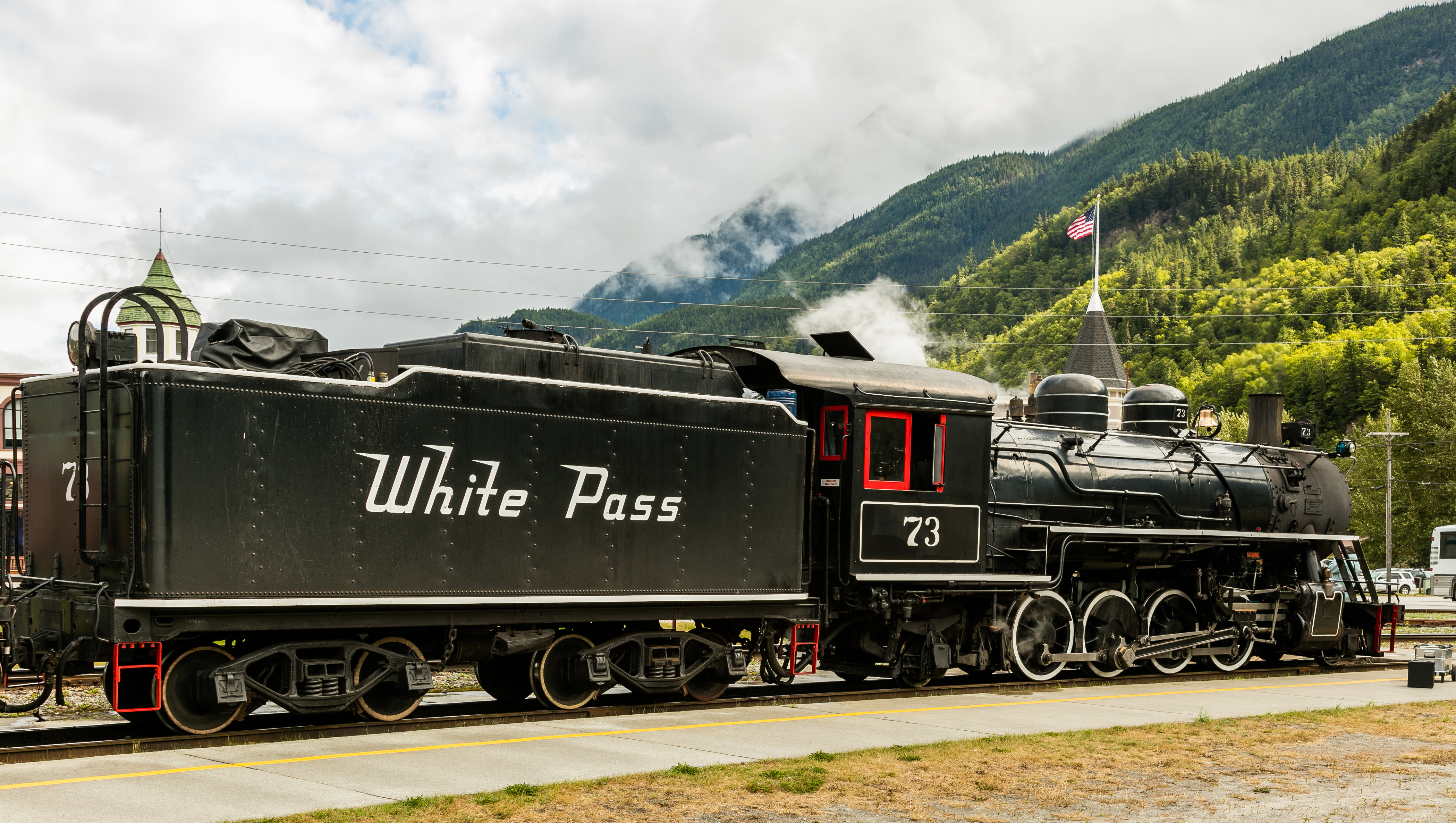
蒸気機関車73号

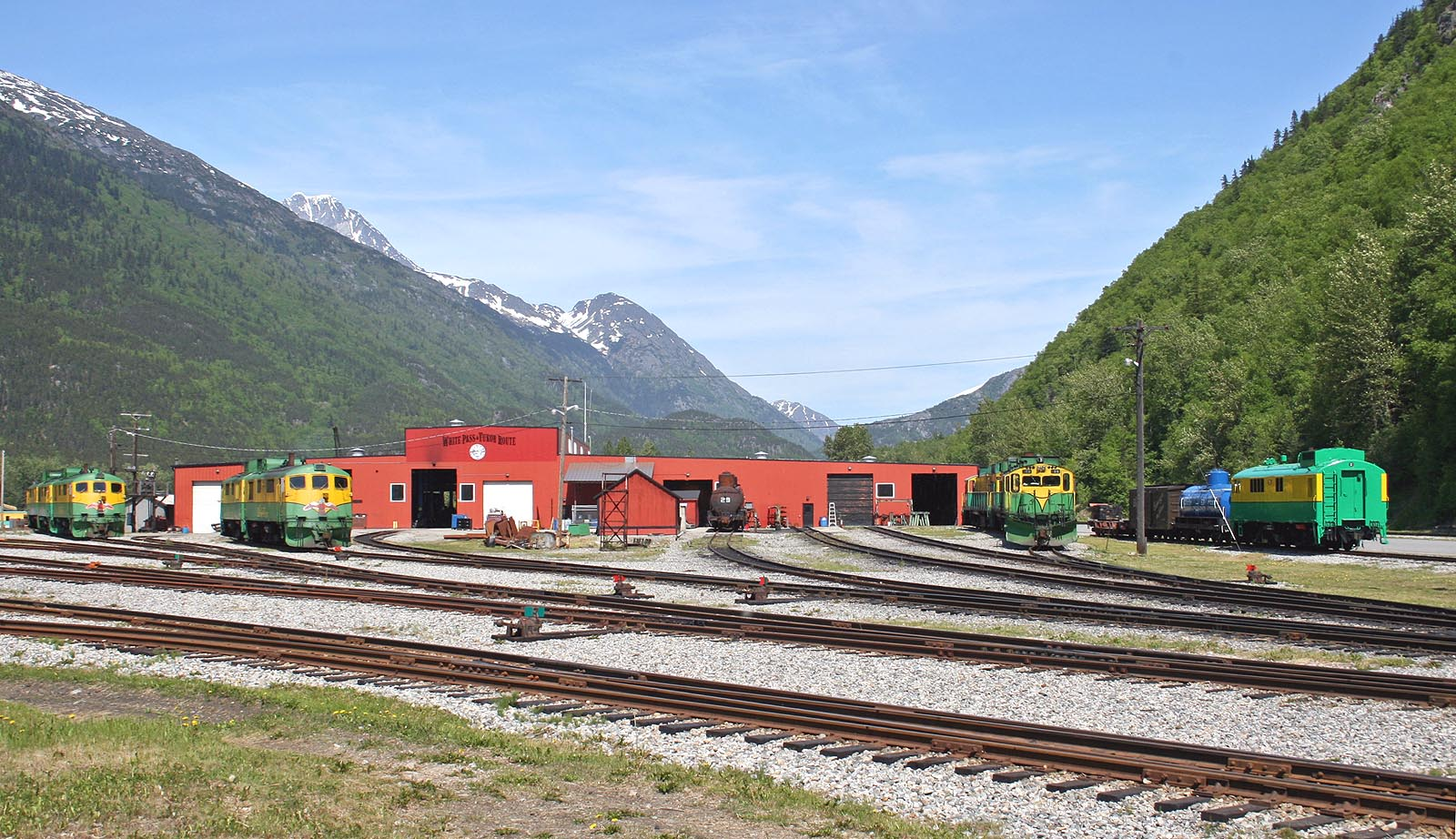
スカグウェイの車両基地

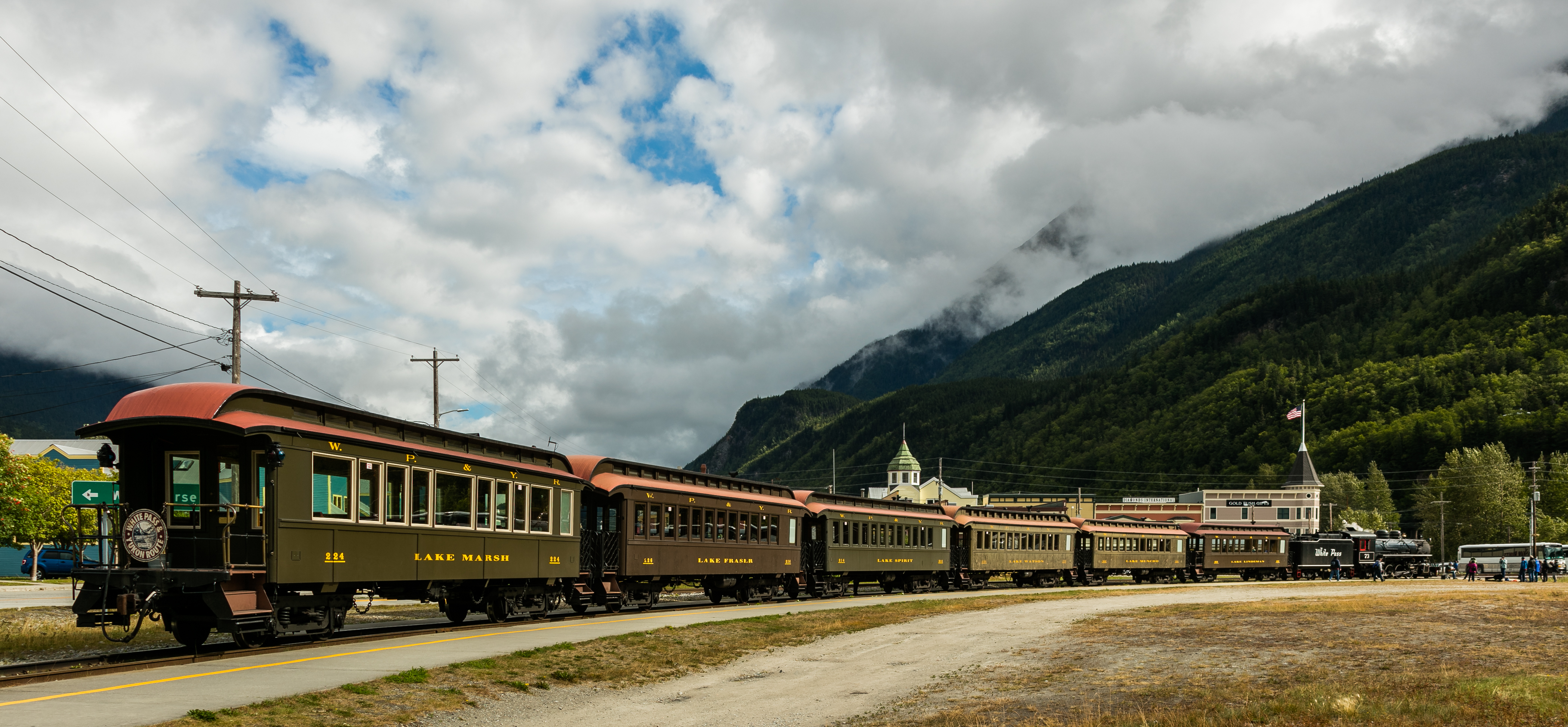
スカグウェイ駅で列車

しかしながら、運行中断はあまり長くはなかった。アラスカへの観光客が増加し、スカグウェイへやってくるクルーズ客船も増加した。ホワイト・パス・アンド・ユーコン・ルートの沿線の劇的な景観は観光客を惹き付けると考えられ、また鉄道の線路はかつての貨物輸送やクルーズ客船の旅客向けに岸壁のすぐそばにまで引き込まれていた。クルーズ客船の運航事業者は、かつての小さな登山鉄道が乗客を魅了していたことを覚えており、保存鉄道として運行を再開することを勧めた。ホワイト・パス・アンド・ユーコン・ルートは、クルーズ客船の旅客に対して山岳地帯を抜ける鉄道の旅を提供する上でベストの位置にあるといえた。旅客はこの鉄道に乗るのにほとんど歩く必要がなかったのである。
ホワイト・パス・アンド・ユーコン・ルートと、アラスカにおける運輸産業の労働者を代表する全米運輸労働組合の間での交渉の末、ホワイト・パス・アンド・ユーコン・ルートは1988年に純粋な観光目的でスカグウェイとホワイト・パスの間で運行を再開した。また会社は、採掘を再開したファロの鉱山からの鉱石輸送を獲得しようとしたが、クロンダイクハイウェイ (Klondike Highway) 経由の道路輸送に比べてかなり高いものとなってしまった。
この鉄道では現在でも骨董的な価値のある特別客車を使用している。もっとも古い4両は1881年製造で、これはこの鉄道自体の当初の開業よりも17年も前である。また2007年に製造された新しい4両も、この19世紀の設計を踏襲している。3両が車椅子用のリフトを備えている。
作業用の列車は、実際には1988年8月末にはホワイトホースまで到達しており、これはホワイトホースに6年にわたって保管されていた2両の機関車を牽引してスカグウェイに運び出し、そこでオーバーホールして観光客向けの列車に使用することを意図していた。ホワイトホースではおよそ1週間かけて、街中の側線に止めてあった長物車・タンク車・車掌車などの鉄道車両を引き出し、その翌年さらに南部へ向けて移動され、最終的にはこれらの多くは売却された。ホワイトホースの街中を通っていた線路の多くは今では撤去されてしまい、この路線の終点はかつての車両基地があったファーストアベニューとメインストリートの地点から6ブロックほど南になっている。湖岸に敷かれた新しい線路により、地域の歴史協会が運営する観光客向けの路面電車が運行されている。
税関とカナダの労働組合との法的な問題が解決された後、ホワイト・パス・アンド・ユーコン・ルートは1989年にフレーザーまで路線を再開させ、1992年にはベネットまで再開した。1997年には、ゴールドラッシュから百周年の記念に参加するために、カークロスまで列車が到達した。招待のみであるが、特別な旅客列車が1997年10月10日にカークロスからホワイトホースまで運転され、もし市場があるならば、ホワイトホースまでの全線を最終的に再開させる計画もある。現在のところ、カナダの運輸当局はカークロスまでの線路のみを承認している。ホワイト・パス・アンド・ユーコン・ルートは、2006年7月29日にカークロスまでの列車を走らせ、2007年5月から毎週6本の列車を走らせ、帰りは自動車による形で旅客輸送を行うと発表した。スカグウェイとホワイトホースの距離は107 マイル (172 km) で、スカグウェイとカークロスの距離は62 マイル (100 km) であるので、全線の58%が再開されたことになる。
ホワイト・パス・アンド・ユーコン・ルートは、1988年11月に廃止されたカナディアン・ナショナル鉄道のニューファンドランド島の路線から車両を購入した。これは16両の保線用車両で、まだカナディアン・ナショナル鉄道のオレンジ塗装になっている。これらの車両はニューファンドランド島の1,067 mm軌間からホワイト・パス・アンド・ユーコン・ルートの914 mm軌間に改造された。
この路線のほとんどの列車は、下部を緑、上部を黄に塗り分けたディーゼル機関車が牽引している。しかし蒸気機関車も1両が運行されており、これはミカド型蒸気機関車の73号である。車軸配置2-8-0のコンソリデーション型機関車の40号も、ジョージタウン・ループ鉄道 (Georgetown Loop) から5年間の期限で借り受けていたが、2年のみで返却された。かつてのホワイト・パス・アンドユーコン・ルートの69号は、2001年に買い戻され、修理されて2008年に営業を再開した。
1年に数回ではあるが、蒸気動力のロータリー雪かき車が稼動可能であり、この路線の運行日を確保するために重要な役割を果たしている。この雪かき車は、それを押していた蒸気機関車とともに1964年に廃車となっており、除雪作業はキャタピラつきのトラクターが実施していた。観光客が来るのは夏場だけであるので必要性は低く、運行しているのを見られれば壮観であるが、鉄道ファンのグループ向けに1冬に1回か2回、2両のディーゼル機関車で押してこのロータリー雪かき車を走らせている。2000年だけ、2両の蒸気機関車でこれを押したことがある。
カークロスでの鉄道開通100周年として、2000年7月29日にゴールデン・スパイクの行事が再現された。73号と40号の2両の蒸気機関車を先頭同士向き合わせて開通地点で出会わせ、金でコーティングした鉄の犬釘が、ホワイト・パス・アンド・ユーコン・ルートの建設に関わったマイケル・ジェームズ・ヘニー (Michael James Heney) の子孫によって打ち込まれた。
ある団体が蒸気機関車で牽引する列車をチャーターし、カークロスからフレーザーまで、途中ベネットに停車する予定で2005年6月24日金曜日に運転した。予定していた参加者が来られそうにないとなったときに、フレーザーからカークロスまでバスで戻ってくる行程つきで120米ドルまたは156カナダドルで余った席が一般に販売された。これは1982年以来初めてカークロスからの一般旅客輸送であった。その後2007年から定期輸送が開始されている。
社長のゲイリー・ダニエルセン (Gary Danielsen) はCBCラジオのインタビューで、ホワイトホースまでの運行は軌道の修復に莫大な初期投資を必要とするが、もし旅客か貨物輸送の需要があるならば、会社としては実施したいと語っている。
2006年6月の、アラスカの鉄道をアメリカ大陸の鉄道網と接続することに関する報告書では、カーマックスをハブとして、ホワイトホースまで、さらにスカグウェイまたはヘインズ (Haines) までを支線とすることを提唱している。
鉄道路線の復旧に加えて、アメリカ合衆国南東部でかつてのホワイト・パス・アンド・ユーコン・ルートの蒸気機関車が数両、観光客向けに運行している。テネシー州ピジョンフォージ (Pigeon Forge) のドリーウッド公園 (Dollywood) で70号、71号、192号が運転されている。ノースカロライナ州ブーンのトウィーツィー鉄道 (Tweetsie Railroad) で190号が運転されている。
2010年6月末、スカグウェイの当局と鉄道は、カークロス以北の路線の再開およびカーマックスまでの新線の建設の可能性も含めて、この路線での貨物輸送の再開を主張していくという協定を結んだ。この延長には連邦政府の資金が必要で、もし完成すればこの地域の鉱業が利用する見込みである。

## 事故
1951年に70号機関車がスノープラウでガードレールを引っ掛けてしまい、転覆した。この機関車はテネシー州ピジョンフォージのドリーウッド公園でまだ運行している。
1994年に岩石の除去作業中に、バックホーの運転手が誤って線路のそばの石油パイプラインを引っ掛けてしまった。これによりパイプラインが裂けて、1,000 ガロンから5,000 ガロン程度の暖房用燃料がスカグウェイ川へ漏れ出した。鉄道の責任者のエドワード・アノーセク・ジュニア (Edward Hanousek, Jr.) と社長のポール・テイラー (Paul Taylor) は後に、水清浄法 (Clean Water Act) に違反し、また事故の調査に当たった捜査官に嘘をついたことで後に訴追された。
2006年9月3日に発生した重大な列車脱線事故により、保線作業員が1人死亡した。114号機関車が牽引する8両の砂利輸送車両で構成された保線用列車が、ベネットの南およそ3 マイル (4.8 km) の地点で脱線し、列車に乗務していた4人全員が負傷した。2人はカナダ人で2人はアメリカ人であった。1人はその場で死亡し、他の3人は病院で航空搬送された。このシーズンのこの区間での旅客輸送は、この事故の直前に終了したところであった。2007年2月、114号機関車はワシントン州タコマのコースト・エンジン・アンド・エクイップメント (Coast Engine and Equipment Company) に修理のために送られた。